# Gaià
Gaià (spanisch Gayá) ist ein Ort und eine Gemeinde (municipi) mit 178 Einwohnern (Stand: 2024) in der Comarca Bages in der Provinz Barcelona in der Autonomen Region Katalonien. Zur Gemeinde gehört auch das oberhalb des Ostufers des Riu Llobregat gelegene und noch etwa 60 Einwohner zählende Dorf Galera.

## Lage
Der Ort Gaià liegt in einer Höhe von etwa 480 Metern ü. d. M. im Norden der Comarca Bages in der Kultur- und Weinlandschaft Pla de Bages. Die Städte Manresa und Barcelona liegen etwa 30 Kilometer bzw. 85 Kilometer (Fahrtstrecke) südöstlich. 

## Bevölkerungsentwicklung
| Jahr      | 1960 | 1970 | 1981 | 1990 | 2000 | 2010 |
| Einwohner | 444  | 241  | 143  | 133  | 148  | 166  |

Seit der Mitte des 19. Jahrhunderts bis in die 1960er Jahre ist die Einwohnerzahl der Gemeinde trotz der Reblauskrise im Weinbau in etwa konstant geblieben. Die zunehmende Mechanisierung der Landwirtschaft führte seitdem jedoch zu einem deutlichen Rückgang der Bevölkerungszahlen.

## Wirtschaft
Früher lebten die Einwohner hauptsächlich als Selbstversorger von der Landwirtschaft, zu der auch der Anbau von Wein und die Haltung von Vieh (v. a. Schafe und Ziegen) gehörte. Bereits im Mittelalter fungierte Gaià auch als handwerkliches und merkantiles Zentrum für die Dörfer und Einzelgehöfte (masies) in der Umgebung. Im ausgehenden 18. und frühen 19. Jahrhundert spielte der Weinbau eine große Rolle in der Region, doch die Reblauskrise setzte dem ein Ende. Seit den 1960er Jahren spielt auch der Tourismus eine nicht unbedeutende Rolle für die Einnahmen der Gemeinde.

## Geschichte
Prähistorische, antike, westgotische und islamische Spuren wurden bislang nicht entdeckt. Im 9. und 10. Jahrhundert wurde die nahezu menschenleere Region durch die Grafen von Barcelona aus den Händen des Islam zurückerobert (reconquista), wiederbesiedelt (repoblación) und mit Burgen (castells) und Kirchen (esglésies oder ermitas) gesichert.

## Sehenswürdigkeiten

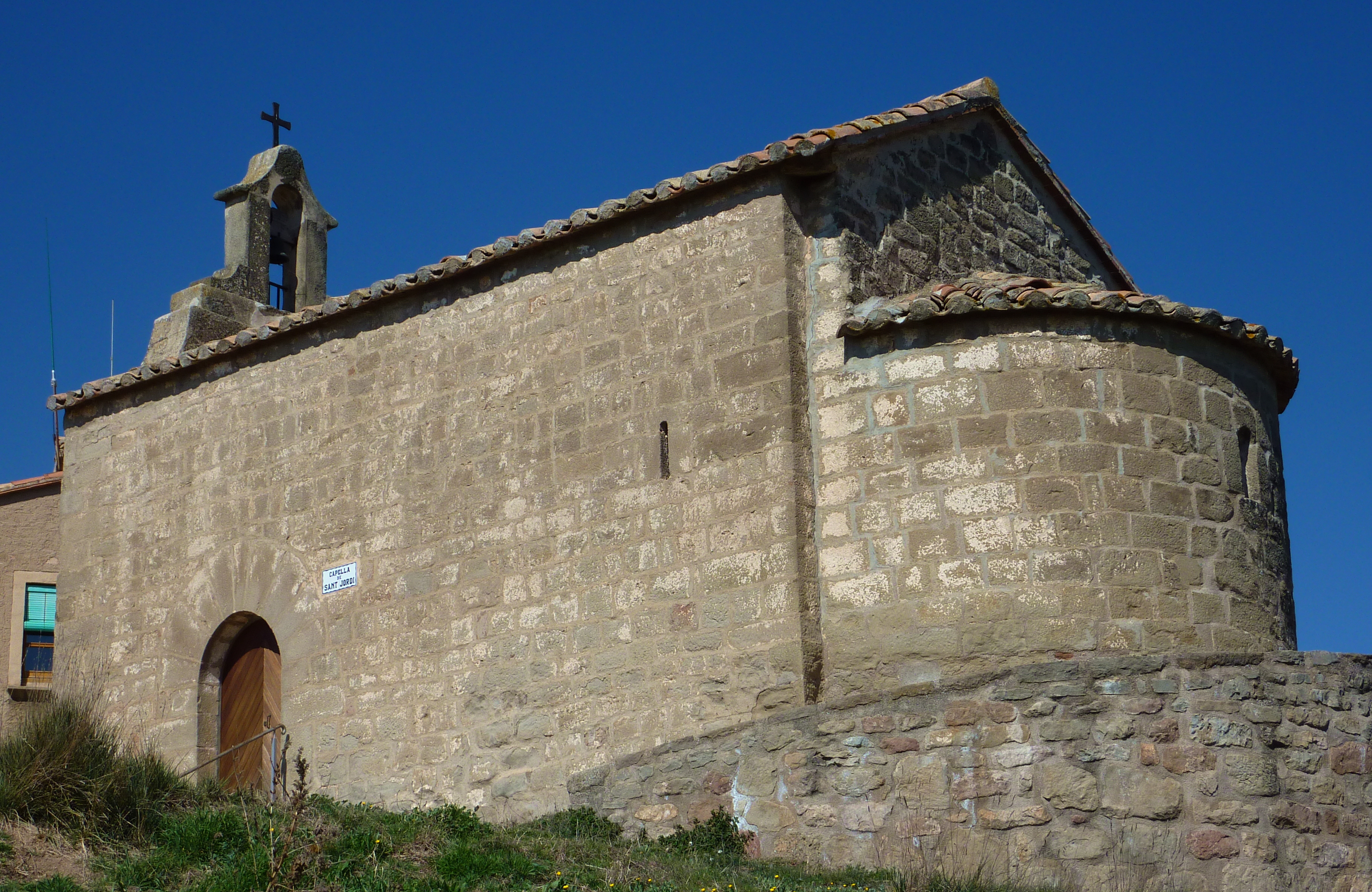
Sant Jordi de Lloberes

- Von der etwa 500 Meter nordwestlich des Ortes auf einem Hügel gelegenen mittelalterlichen Burg sind nur spärliche Reste erhalten. Auf diesen erhebt sich die Kapelle Santa Àgata.
- Die dreischiffige Pfarrkirche Santa Maria wurde im 17. Jahrhundert an der Stelle eines romanischen Vorgängerbaus neu errichtet.
- Die einschiffige spätromanische Kirche Sant Jordi steht auf dem Gelände eines Gutshofes (Mas de Sant Jordi); sie stammt aus dem 12./13. Jahrhundert und wurde aus halbwegs exakt behauenen Steinen errichtet. Das Portal befindet sich auf der Südseite. In der Barockzeit wurde der heutige geschwungene Glockengiebel (espadanya) aufgesetzt.
- Die barocke Kirche Sant Pere de Monistrol ist heute nur noch eine Ruine.